# Підводна братва
Підводна братва  (англ. Shark Tale) — анімаційний фільм 2004 року студії DreamWorks Animation номінований на «Оскар» в категорії «Кращий анімаційний повнометражний фільм».

## Сюжет
Дії розгортаються на кораловому рифі, який є підводним мегаполісом, населеним розумними рибами. А неподалік міста мешкає місцева мафія — акули-аристократи, які їдять риб і тримають все місто в страху. Ватажок акул і хрещений батько мафії Дон Ліно має двох синів-наступників: Френкі та Ленні. Але Ленні не такий як усі акули: він є вегетаріанцем і приховує це від свого батька, який хоче виховати сина м'ясоїдним убивцею.
Одна з риб коралового рифу, на ім'я Оскар — простий працівник мийки для китів, який працює на містера Сайкса — мріє бути кимось більшим. Колега Оскара, Енджі, любить його і такого, але Оскар не помічає цього і вважає її просто другом. Якось Оскар стає свідком випадкової смерті акули Френкі, якого придавило якорем. Оскар розповідає всьому місту, що нібито він убив акулу. Його сприймають як героя і, нарешті, здійснюється його мрія: він стає багатим і популярним, а його колишній бос стає його агентом. Та таємницю Оскара випадково дізнається Енджі, яка розчарована його брехнею.
Акула Ленні після смерті брата втікає з дому, і вся мафія шукає його за наказом Дона Ліно. Ленні знайомиться з Оскаром і заводить із ним дружбу. Разом вони вирішують розіграти поєдинок на очах усього міста, щоб Оскар підтвердив своє вміння вбивати акул, а Ленні «помер» для мафії і його перестали розшукувати. Бій виходить на «ура», всі впевнені, що акула вбита, Оскар стає ще популярнішим. Ленні змінює ім'я на "Себастьян" і перефарбовується в дельфіна, щоб спокійно жити серед мешканців міста.
Але любов Оскара та Енджі виявляється під загрозою: красуня-риба Лола, яка не звертала на Оскара уваги до здобуття ним багатства, тепер поцілувала його на очах у тисяч глядачів. В результаті Енджі та Оскар сваряться. Оскар стає перед вибором: Лола або Енджі, і він вибирає Енджі. Він пливе на китомийку, щоб зізнатися Енджі в коханні. Але її вже викрав Дон Ліно, щоб заманити Оскара і помститися за синів. Ідею з викраденням підказала Лола, бажаючи помститися Оскарові за те, що той розлучився з нею заради Енджі.
Мафія забиває Оскару стрілку. Під час зустрічі Ленні імітує поїдання Енджі, щоб врятувати її, але не утримавшись від блювотних позивів, випльовує рибу назад, і ватажок акул впізнає свого сина. Дон Ліно впевнений, що Оскар узяв Ленні в полон. Дон вирішує вбити Оскара і женеться за ним. Оскар заманює Ліно на китомойку і сковує в лещатах для миття китів, перед цим помилково закувши й Ленні.
Журналісти та фанати знову обступають «переможця акул», але Оскару набридло брехати і він на весь голос зізнається, що збрехав про вбивство Френкі. Він розповідає всьому місту правду. Оскар зізнається Енджі в коханні, і вона прощає його. Також Оскар пропонує Дону Ліно розпочати нове життя: у світі між акулами та рибами, і Дон Ліно погоджується. Для міста настають мирні часи, а Оскар знову повертається працювати на китомийку, але тепер як співвласник нарівні з містером Сайксом.
У титрах, Лола прибула до пентхауса просити вибачення перед Оскаром за свою запальність, але її помітив Божевільний Джо.

## Ролі озвучили
| Актор           | Роль         | Вид                |
| --------------- | ------------ | ------------------ |
| Вілл Сміт       | Оскар        | гавайський очисник |
| Джек Блек       | Ленні        | біла акула         |
| Роберт де Ніро  | Дон Ліно     | біла акула         |
| Рене Зеллвегер  | Енджі        | риба-янгол         |
| Анджеліна Джолі | Лола         | крилатка           |
| Мартін Скорсезе | Сайкс        | фахака             |
| Зіггі Марлі     | Ерні         | медуза             |
| Даг Е. Даг      | Берні        | медуза             |
| Вінсент Пастор  | Лука         | восьминіг          |
| Майкл Імперіолі | Френкі       | біла акула         |
| Пітер Фальк     | Дон Файнберг | леопардова акула   |
| Ленні Веніто    | Джузеппе     | акула-молот        |

## Критика
Рейтинг мультфільму за версією Rotten Tomatoes склав 35%, з позначкою, що мультфільм вийшов другосортним, поцяткованим жартами на тему попкультури. На сайті Metacritic, фільм набрав 48 балів зі 100 і отримав переважно змішані та стримані відгуки. Водночас глядачі загалом позитивно оцінили мультфільм і за результатами відгуків CinemaScore, середня оцінка мультфільму склала «A-» за оцінною шкалою від «A+» до «F».
Зміст мультфільму викликав протести у Джона Манчіні, засновника італійського інституту Америки, ще до виходу мультфільму, який, на його думку, просуває негативний стереотипний образ італійців у США. DreamWorks відреагували на звинувачення та змінили ім'я одного з персонажів — Дона Бріззі на Дона Файнберга